# Onthophagus micros
Onthophagus micros là một loài bọ cánh cứng trong họ Bọ hung (Scarabaeidae).